# Roman Duvekot
Pour les articles homonymes, voir Duvekot.
Roman Duvekot né le 21 juin 2000, est un joueur belge de hockey sur gazon. Il évolue au poste d'attaquant à La Gantoise HC et avec l'équipe nationale belge.

## Biographie
fils d Catherine Poels et Cees Duvekot 

## Carrière
Débuts en équipe première le 26 septembre 2019 lors de l'un des trois matchs amicaux contre l'Inde.